# The Fader
The Fader (także jako FADER) – amerykańskie czasopismo drukowane (ISSN 1533-5194) oraz internetowe, poświęcone głównie muzyce hip-hopowej, w tym recenzjom płytowym, koncertom i wiadomościom z rynku muzycznego. Istnieje od 1999 roku.
Mottem magazynu jest: „The FADER to ostateczny głos wschodzącej muzyki i otaczającego ją stylu życia”.
Od października 2020 roku przewodniczącym komitetu redakcyjnego The Fader jest Alex Robert Ross.

## Historia i profil
Magazyn The Fader został założony w 1999 roku przez byłego dyrektora wytwórni Arista Records, Roba Stone’a i Jona Cohena. Magazyn jest filią Cornerstone Agency, założonej przez Stone’a w 1996 roku (Cohen dołączył w następnym roku). Magazyn od samego początku specjalizuje się we wschodzących hip-hopowych i alternatywnych artystach, w podróżach i modzie. Mottem magazynu to „muzyka i jej społeczność”.
W 2002 roku został zorganizowany po raz pierwszy Fader Fort, impreza kulturalna w pokoju w hotelu Hilton w Austin, z darmowym piwem dostarczonym przez Levi’s. W następnych latach Fader Fort rozrósł się do rozmiarów imprezy na świeżym powietrzu z najnowocześniejszym oświetleniem i dźwiękiem i całodniowymi występami artystów, takich jak Kanye West, The Black Keys, Amy Winehouse, Sam Smith i FKA twigs. W tym samym roku Stone i Cohen założyli wytwórnię płytową Fader Label z siedzibą w Nowym Jorku, która wydała albumy i single takich artystów jak: Clairo, Saul Williams, Slayyyter, Yuna, Charlie Burg, Editors, Matt and Kim i innych.
W 2006 roku Fader nawiązał współpracę z iTunes w celu dystrybucji swojego Summer Music Issue do pobrania za darmo – po raz pierwszy magazyn został udostępniony w całości w iTunes. W ramach promocji iTunes umieścił wydanie Fader w sekcji swoich podcastów New and Notable. W tym samym roku uruchomiony został oficjalny kanał magazynu na YouTube.
W 2010 roku Fader wziął udział, jako The FADER Fort NYC, w festiwalu CMJ – Subterranean Scene.
W 2015 roku Rob Stone uczestniczył, jako jeden z zaproszonych, głównych prelegentów, w nowej dorocznej konferencji Amsterdam Dance Event, poświęconej hip-hopowi oraz urządzeniom bass & beats. W tym samym roku ukazało się 100 wydanie wersji drukowanej czasopisma. Jego okładkę ozdobiło zdjęcie Rihanny.
W 2020 roku w związku z kryzysem w branży rozrywkowej wywołanym pandemią COVID-19 The Fader nawiązał współpracę z This T-Shirt – platformą pomocową założoną przez Dylana Hattema i Cassandrę Aaron z DS Projects. Dochód ze sprzedaży wszystkich wyprodukowanych T-shirtów miał być przekazany bezpośrednio do lokali kulturalnych wymienionych na każdej koszulce oraz do Funduszu Pomocy Kryzysowej.